# Mychajło Żuk
Mychajło Iwanowycz Żuk, ukr. Михайло Іванович Жук (ur. 2 października 1883 w Kachowce, zm. 1964 w Odessie) – ukraiński malarz, grafik, ceramik, fotograf, plakacista, poeta, prozaik, dramaturg, krytyk sztuki i nauczyciel.

## Życiorys
Urodził się w rodzinie robotniczej 2 października 1883 r. w Kachowce w guberni taurydzkiej (obecnie obwód chersoński), ale w 1896 r. rodzina przeniosła się do Kijowa. Od tego samego roku uczęszczał do kijowskiej Szkoły Rysunku M. Muraszki, którą ukończył w 1899 r. i w tym samym roku podjął naukę w Moskiewskiej Szkoły Malarstwa, Rzeźby i Architektury w pracowni Walentina Sierowa, ale już w 1900 r. wstąpił na Akademię Sztuk Pięknych w Krakowie, gdzie do jego wykładowców należeli Julian Fałat, Stanisław Wyspiański, Józef Mehoffer. Studia ukończył z wyróżnieniem w 1904 r., ale jeszcze w ich trakcie aktywnie uczestniczył w wystawach i jednocześnie rozpoczął działalność literacką, podczas której zaprzyjaźnił się z szerokim gronem artystów polskich i ukraińskich, m.in. Bohdanem Łepkim, Marią Konopnicką, Władysławem Reymontem, Kazimierzem Tetmajerem. Podczas pobytu we Lwowie i Wiedniu zaprzyjaźnił się także z Iwanem Franko.
Był jednym z pionierów ukraińskiej secesji, często dodając do swoich prac elementy ukraińskiej sztuki ludowej. Szczególne miejsce w twórczości Żuka zajmują kwiaty, które malował jako takie, ale kompozycje kwiatowe są również ważnym elementem jego portretów, projektów książek i ceramiki. Jego kompozycje są często wypełnione dekoracyjnymi detalami w tle i pełnią one ważną funkcję, zawierając symbole charakteryzujące osobowość portretowanego. Ponadto pozostawił dużą liczbę autoportretów.
Jesienią 1904 r. w Muzeum Miejskim w Kijowie Żuk zorganizował jedyną indywidualną wystawę w swoim życiu, gdyż rok później został zmuszony do przeniesienia się z rodziną do Czernihowa, gdzie pracował jako nauczyciel rysunku w żeńskim gimnazjum i w żydowskiej szkole Kogana, a także w szkołach kościelnych oraz w seminarium duchownym. W Czernihowie Żuk zaprzyjaźnił się z rodziną Mychajło Kociubynskiego, często malował portrety jego i jego dzieci, a także robił im zdjęcia. Żuk wykonał również oprawy książek Kociubynskiego i jako jedyna osoba spoza rodziny był przy jego śmierci.
Większość swoich dzieł literackich stworzył do końca lat 1920. Od 1908 r. do końca lat 1920. ukazało się dziesięć jego książek, zawierających wiersze, bajki i sztuki teatralne, był także autorem pierwszego ukraińskiego wieńca sonetów (1918). Publikował w Biuletynie Literacko-Naukowym i czasopismach Mołoda Ukraina, Dzwin, Szliach, Szkwał. W 1917 r. Żuk ponownie przebywał w Kijowie, gdzie znalazł się wśród założycieli Ukraińskiej Akademii Sztuk Pięknych i został jednym z pierwszych ośmiu profesorów tej akademii, wykładowcą malarstwa dekoracyjnego. Do 1919 r. przebywał w Kijowie, ale w 1919 r. powrócił do Czernihowa, gdzie mieszkał do 1925 roku. W tym roku stworzył serię około 30 plakatów portretowych w technice kolorowej litografii, a jesienią został zaproszony na Akademię Sztuki w Odessie jako profesor Wydziału Grafiki, a później Wydziału Ceramiki. Od tego czasu jego życie było związane z tym miastem.
W 1930 r. obchodził 25-lecie działalności artystycznej i pedagogicznej, czemu towarzyszył szereg artykułów w stołecznej (charkowskiej) i odeskiej prasie. W tym samym czasie ukazał się pierwszy album Żuka, któremu towarzyszył artykuł o nim. W ciągu lat 1920. i 1930. brał udział w wystawach stowarzyszeń artystycznych i wszystkich wystawach państwowych. W tym czasie skupiał się na portretach, zajmował się także projektowaniem książek. W 1932 r. stworzył serię grawerowanych portretów ukraińskich pisarzy, m.in. Iwana Neczuja-Lewyckiego, Iwana Franki, Mykoły Łysenki, Mychajły Kociubynskiego, Łesi Ukrainki, Mykoły Woronoja, Wołodymyra Wynnyczenki, Bohdana Łepkiego, Pawło Tyczyny, Wasyla Błakytnego, Wasyla Czumaka, Mykoły Chwylowego, Wołodymyra Sosiury, Mykoły Zerowa, Waleriana Poloczuka, Mykoły Bażana i Natalii Użwi. Odeski Teatr Opery i Baletu wystawił operę Aleksandra Spendiariana Almast, której libretto przetłumaczył Żuk. Tłumaczył na ukraiński utwory Oscara Wilde’a, Aleksandra Błoka. Jego sztuki były wystawiane na początku lat 20. tylko przez teatr w Czerniowcach.
Na początku lat 1930. Żuk został na krótko aresztowany przez NKWD. Po tym zdarzeniu przestał malować i zajął się wyłącznie ceramiką. W latach 1930., nie akceptując socrealizmu jako głównej stylistyki sztuk pięknych, znalazł możliwość uniknięcia pracy w tym stylu, zmieniając specjalizację z grafiki na sztukę dekoracyjną i użytkową. Podczas II wojny światowej przebywał w okupowanej Odessie, a po odbiciu miasta przez ZSRR powrócił do nauczania ceramiki. Co prawda, władze radzieckie nie prześladowały go, jednak kiedy w 1955 r. miało miejsce 50-lecie jego działalności artystycznej i pedagogicznej, nie zorganizowano żadnej wystawy jego prac ani nie ukazała się żadna książka z jego utworami literackimi.
Zmarł w Odessie w 1964 r. Na fasadzie domu, w którym mieszkał umieszczono tablicę pamiątkową. Jego prace znajdują się m.in. w Narodowym Muzeum Sztuki Ukrainy, Muzeum Narodowym im. Szeptyckiego we Lwowie, Czernihowskim Muzeum Literacko-Pamiętnikarskim im. Mychajły Kociubynskiego, Czernihowskim Muzeum Sztuki i Państwowym Muzeum Literackim w Odessie.